# گئورگ براون (باریکن فوتبال)
گئورگ براون (انگلیسی: Georg Braun زاده ۲۲ فوریهٔ ۱۹۰۷ - درگذشته ۲۲ سپتامبر ۱۹۶۳) بازیکن فوتبال در پست مهاجم اهل اتریش بود.

## باشگاهی
از باشگاه‌هایی که در آن بازی کرده‌است می‌توان به باشگاه فوتبال رن و باشگاه فوتبال آدمیرا واکر مودلینگ اشاره کرد.

## تیم ملی
وی همچنین در تیم ملی فوتبال اتریش بازی کرده‌است.